# Wetterkurzschluss
Als Wetterkurzschluss bezeichnet man im Bergbau die Wettermengen, die durch verschiedene Bedingungen für die nachgeschalteten Grubenbaue verloren gehen. Man bezeichnet solche, durch Wetterkurzschluss verloren gegangene, Wetterströme auch als Verlustwetterströme.

## Grundlagen und Entstehung
Die Bewetterung des Grubengebäudes muss genau geplant werden, damit alle Grubenbaue mit einer ausreichenden Wettermenge versorgt werden. Dabei muss der Bergmann darauf achten, dass die Frischwetter und die Abwetter durch ein geeignetes System von Wettertüren, Wetterschleusen, Wetterbrücken und Wetterblenden so voneinander getrennt werden, dass keine erhöhten Wetterausgleichsströmungen entstehen. Durch mangelhafte Trennung der einzelnen Wetterwege kann es dazu kommen, dass ein Teil der Wettermenge nicht über den berechneten und geplanten Wetterweg strömt und die einzelnen Grubenbaue mit genügend Frischwettern versorgt, sondern direkt in den Abwetterstrom abgeleitet wird. Durch undichte Wettertüren, Wetterkreuze und Wetterschleusen kommt es zu Verlusten im Wetterstrom. Besonders im Bereich von Abwetterschächten führt eine unzureichende Dichtigkeit der Schachtschleusen zu erhöhten Wetterausgleichsströmen. Aber auch durch Risse und Klüftungen im Gebirge oder durch nicht verschlossene Abbauräume kann es zu Wetterkurzschlüssen kommen.

## Auswirkungen
Durch einen Wetterkurzschluss kommt es, je nach Lage im Grubengebäude, zu einer veränderten Verteilung des Wetterstromes. Der Wetterstrom nimmt dabei stets den Weg des geringsten Widerstandes. Durch einen Wetterkurzschluss werden nun die Grubenbaue, die sich hinter dem Kurzschluss befinden, nicht mehr genügend mit frischen Wettern versorgt. Dies bringt insbesondere bei Steinkohlenbergwerken die Gefahr mit sich, dass in den schlechter bewetterten Grubenbauen Schlagwetter gebildet werden. Außerdem kann es durch einen Wetterkurzschluss zu einer großen Überlastung des Grubenlüftermotors kommen.